# 5 Armia (austro-węgierska)
5 Armia (5. Armee) – związek operacyjny sil zbrojnych monarchii austro-węgierskiej z okresu I wojny światowej. 
W jej skład na początku I wojny światowej wchodziły:
- 8 Korpus
- 13 Korpus
- jednostki armijne

Dowódcą Armii był generał piechoty Liborius von Frank.
Zadaniem 5 Armii na początku I wojny światowej był atak na Serbię.

## Literatura
- Juliusz Bator, „Wojna galicyjska”, Kraków 2005, ISBN 83-921494-4-0